# Bảo hiểm Xã hội Việt Nam
Bảo hiểm xã hội Việt Nam (tiếng Anh: Vietnam Social Security, viết tắt là VSS) là cơ quan trực thuộc Bộ Tài chính có chức năng tổ chức thực hiện các chế độ, chính sách bảo hiểm xã hội, bảo hiểm y tế; tổ chức thu, chi chế độ bảo hiểm thất nghiệp; quản lý và sử dụng các quỹ: Bảo hiểm xã hội, bảo hiểm thất nghiệp, bảo hiểm y tế (sau đây gọi chung là bảo hiểm); thanh tra chuyên ngành việc đóng bảo hiểm theo quy định của pháp luật.
Bảo hiểm xã hội Việt Nam chịu sự quản lý nhà nước của Bộ Lao động – Thương binh và Xã hội cũ (nay là Bộ Nội vụ) về bảo hiểm xã hội, bảo hiểm thất nghiệp; của Bộ Y tế về bảo hiểm y tế; của Bộ Tài chính về chế độ tài chính đối với các quỹ bảo hiểm xã hội, bảo hiểm thất nghiệp, bảo hiểm y tế.
Chức năng, nhiệm vụ, quyền hạn và cơ cấu tổ chức của Bảo hiểm Xã hội Việt Nam được quy định tại Nghị định 89/2020/NĐ-CP ngày 4/8/2020 của Chính phủ.

## Nhiệm vụ và quyền hạn
Theo Nghị định 89/2020/NĐ-CP ngày 4/8/2020 của Chính phủ:
- Đề nghị Bộ Lao động - Thương binh và Xã hội trình Chính phủ quy định chức năng, nhiệm vụ, quyền hạn và cơ cấu tổ chức của Bảo hiểm xã hội Việt Nam.
- Xây dựng, trình Chính phủ, Thủ tướng Chính phủ chiến lược, kế hoạch dài hạn, năm năm, hàng năm và các dự án, đề án khác của Bảo hiểm xã hội Việt Nam thuộc thẩm quyền quyết định của Chính phủ, Thủ tướng Chính phủ và tổ chức thực hiện chiến lược, kế hoạch, dự án, đề án sau khi được phê duyệt.
- Tổ chức thực hiện chính sách bảo hiểm:

1. Ban hành văn bản hướng dẫn về thủ tục, chuyên môn, nghiệp vụ thực hiện việc giải quyết chế độ, chính sách bảo hiểm xã hội, bảo hiểm y tế; thu, chi bảo hiểm; về thanh tra chuyên ngành đóng bảo hiểm theo quy định của pháp luật; ban hành các văn bản cá biệt và văn bản quản lý nội bộ ngành Bảo hiểm xã hội Việt Nam.
2. Xem xét, giải quyết việc tính thời gian công tác đối với người lao động không còn hồ sơ gốc thể hiện thời gian làm việc trong khu vực nhà nước trước ngày 1/1/1995 theo hướng dẫn của Bộ Lao động - Thương binh và Xã hội.
3. Tổ chức thực hiện công tác thông tin, tuyên truyền, phổ biến các chế độ, chính sách, pháp luật về bảo hiểm.
4. Xác định, khai thác và quản lý đối tượng thuộc diện tham gia bảo hiểm; tổ chức khai thác, đăng ký và quản lý đối tượng tham gia bảo hiểm theo quy định của pháp luật.
5. Ban hành mẫu thẻ bảo hiểm xã hội, bảo hiểm y tế, mẫu hồ sơ bảo hiểm xã hội, bảo hiểm thất nghiệp và tổ chức cấp thẻ bảo hiểm xã hội, bảo hiểm y tế cho người tham gia bảo hiểm theo quy định của pháp luật.
6. Tổ chức thu hoặc ủy quyền cho tổ chức dịch vụ thu các khoản đóng bảo hiểm của các cơ quan, đơn vị, tổ chức, người sử dụng lao động và cá nhân theo quy định của pháp luật. Tiếp nhận các khoản kinh phí từ ngân sách nhà nước chuyển sang để chi các chế độ bảo hiểm xã hội, bảo hiểm y tế theo quy định của pháp luật.
7. Tiếp nhận hồ sơ, giải quyết các chế độ ốm đau, thai sản; tai nạn lao động, bệnh nghề nghiệp; hưu trí; tử tuất; dưỡng sức phục hồi sức khỏe sau ốm đau, thai sản và sau khi điều trị tai nạn lao động, bệnh nghề nghiệp; khám, chữa bệnh theo quy định của pháp luật.
8. Tổ chức hoặc ủy quyền cho tổ chức dịch vụ chi trả các chế độ bảo hiểm theo quy định của pháp luật.
9. Tổ chức ký hợp đồng với các cơ sở khám, chữa bệnh có đủ điều kiện, tiêu chuẩn chuyên môn, kỹ thuật; kiểm tra, giám sát thực hiện hợp đồng khám, chữa bệnh bảo hiểm y tế; tổ chức thực hiện giám định bảo hiểm y tế theo quy định của pháp luật bảo hiểm y tế; bảo vệ quyền lợi của người tham gia bảo hiểm y tế và chống lạm dụng, trục lợi chế độ bảo hiểm y tế.
10. Kiểm tra việc đóng, trả bảo hiểm đối với cơ quan, đơn vị, tổ chức sử dụng lao động, cá nhân; từ chối việc đóng và yêu cầu chi trả các chế độ bảo hiểm không đúng quy định của pháp luật.
11. Lưu trữ hồ sơ của đối tượng tham gia và hưởng các chế độ bảo hiểm theo quy định của pháp luật.
12. Thực hiện các giải pháp nhằm hạn chế tình trạng trốn đóng, chậm đóng bảo hiểm.
13. Cung cấp đầy đủ và kịp thời thông tin về việc đóng, quyền được hưởng các chế độ, thủ tục thực hiện bảo hiểm khi người lao động, người sử dụng lao động hoặc tổ chức công đoàn yêu cầu. Cung cấp đầy đủ và kịp thời tài liệu, thông tin liên quan theo yêu cầu của cơ quan nhà nước có thẩm quyền.

- Về quản lý và sử dụng quỹ bảo hiểm:

1. Quản lý và sử dụng các quỹ bảo hiểm xã hội, bao gồm: quỹ hưu trí và tử tuất, quỹ bảo hiểm tai nạn lao động, bệnh nghề nghiệp; quỹ ốm đau và thai sản; quỹ bảo hiểm thất nghiệp; quỹ bảo hiểm y tế theo nguyên tắc tập trung thống nhất, công khai, minh bạch, đúng mục đích theo quy định của pháp luật; tổ chức hạch toán các quỹ bảo hiểm xã hội, bảo hiểm thất nghiệp, bảo hiểm y tế theo quy định của pháp luật.
2. Hằng năm, xây dựng và tổ chức thực hiện phương án đầu tư quỹ bảo hiểm sau khi được Hội đồng quản lý bảo hiểm xã hội phê duyệt; thực hiện quản lý rủi ro đầu tư quỹ bảo hiểm theo quy định của pháp luật.

- 5. Thực hiện nhiệm vụ khác về bảo hiểm xã hội, bảo hiểm thất nghiệp, bảo hiểm y tế theo quy định của pháp luật:

1. Chỉ đạo, hướng dẫn về chuyên môn, nghiệp vụ đối với Bảo hiểm xã hội Bộ Quốc phòng, Bảo hiểm xã hội Bộ Công an; phối hợp với Bảo hiểm xã hội Bộ Quốc phòng, Bảo hiểm xã hội Bộ Công an quản lý việc thực hiện công tác bảo hiểm xã hội, bảo hiểm y tế trong Bộ Quốc phòng, Bộ Công an.
2. Tập huấn và hướng dẫn nghiệp vụ về bảo hiểm.
3. Quyết định và tổ chức thực hiện kế hoạch cải cách hành chính của Bảo hiểm xã hội Việt Nam theo mục tiêu, yêu cầu, chương trình, kế hoạch cải cách hành chính của Chính phủ và sự chỉ đạo của Thủ tướng Chính phủ; thực hiện cơ chế một cửa liên thông trong giải quyết chế độ bảo hiểm.
4. Tổ chức thực hiện giao dịch điện tử trong lĩnh vực bảo hiểm xã hội, bảo hiểm thất nghiệp, bảo hiểm y tế theo quy định của pháp luật.
5. Tổ chức thực hiện việc hỗ trợ, giải đáp, tư vấn chính sách pháp luật về bảo hiểm xã hội, bảo hiểm thất nghiệp, bảo hiểm y tế.
6. Giải quyết khiếu nại, tố cáo về bảo hiểm theo quy định của pháp luật; khởi kiện vụ án dân sự để yêu cầu tòa án bảo vệ lợi ích công cộng, lợi ích nhà nước trong lĩnh vực bảo hiểm xã hội, bảo hiểm thất nghiệp, bảo hiểm y tế. Khi phát hiện hành vi có dấu hiệu tội phạm trong lĩnh vực bảo hiểm xã hội, bảo hiểm thất nghiệp, bảo hiểm y tế theo quy định của Bộ luật Hình sự, cơ quan bảo hiểm xã hội gửi văn bản kiến nghị khởi tố kèm theo chứng cứ, tài liệu có liên quan đến cơ quan có thẩm quyền tiến hành tố tụng để xem xét, khởi tố theo quy định của pháp luật.

- Định kỳ 6 tháng báo cáo Hội đồng quản lý bảo hiểm xã hội về tình hình thực hiện bảo hiểm xã hội, bảo hiểm thất nghiệp, bảo hiểm y tế. Thực hiện chế độ báo cáo Chính phủ, Thủ tướng Chính phủ, Bộ Lao động - Thương binh và Xã hội, Bộ Tài chính, Bộ Y tế theo quy định của pháp luật.
- Thực hiện các nhiệm vụ, quyền hạn khác do Chính phủ, Thủ tướng Chính phủ giao và theo quy định của pháp luật.

## Ban lãnh đạo Bảo hiểm Xã hội Việt Nam[2]
- Tổng Giám đốc: ThS. Nguyễn Thế Mạnh
- Phó Tổng Giám đốc:

1. ThS. Trần Đình Liệu, nguyên Trưởng ban Thu, BHXH Việt Nam
2. ThS. Đào Việt Ánh, nguyên Trợ lý Phó Thủ tướng Vũ Văn Ninh
3. Lê Hùng Sơn, nguyên Vụ trưởng Vụ Tổ chức Cán bộ, BHXH Việt Nam
4. Nguyễn Đức Hòa, nguyên Giám đốc BHXH thành phố Hà Nội
5. Chu Mạnh Sinh, nguyên Chánh Văn phòng BHXH Việt Nam

## Cơ cấu tổ chức

### Đơn vị chuyên môn, giúp việc Giám đốc Bảo hiểm xã hội Việt Nam
- Ban Tổ chức cán bộ
- Ban Tài chính - Kế toán
- Ban Kiểm toán nội bộ
- Ban Quản lý đầu tư Quỹ
- Ban Pháp chế
- Ban Thực hiện chính sách bảo hiểm xã hội
- Ban Thực hiện chính sách bảo hiểm y tế
- Ban Quản lý thu và phát triển người tham gia
- Ban Tuyên truyền và Hỗ trợ người tham gia
- Thanh tra Bảo hiểm xã hội Việt Nam
- Văn phòng Bảo hiểm xã hội Việt Nam

### Đơn vị sự nghiệp công lập trực thuộc
- Trung tâm Công nghệ thông tin và Chuyển đổi số
- Trung tâm lưu trữ
- Trung tâm Kiểm soát thanh toán bảo hiểm xã hội, bảo hiểm y tế điện tử

### Bảo hiểm Xã hội cấp tỉnh
- Văn phòng
- Phòng Chế độ BHXH
- Phòng Cấp sổ, thẻ
- Phòng Giám định BHYT
- Phòng Tổ chức cán bộ
- Phòng Quản lý Thu
- Phòng Thanh tra - Kiểm tra
- Phòng Công nghệ thông tin
- Phòng Truyền thông và Phát triển đối tượng
- Phòng Kế hoạch - Tài chính
- Bảo hiểm Xã hội cấp huyện